# 남아시아계 캐나다인
남아시아계 캐나다인(南-系 -人, 영어: South Asian Canadians)은 캐나다에 남아시아인의 혈통을 가지고 이민하거나 태어난 사람을 말한다. 인도, 파키스탄, 방글라데시, 스리랑카, 네팔 등 
같은 국적을 갖었던 사람이다. 2011년 기준, 1,615,145명이 캐나다에 거주하며, 캐나다 전체 인구의 4.9%다.

## 같이 보기
- 인도계 캐나다인
- 파키스탄계 캐나다인
- 방글라데시계 캐나다인
- 네팔계 캐나다인
- 스리랑카계 캐나다인